# Capilaríase
Capilariose é uma verminose  causada por espécies de nematelmintos do gênero Capillaria. O nome do verme é referência a seu formato e tamanho de um "fio de cabelo".

## Tipos
Existem 3 tipos:
- Capilariose intestinal: Causada por Capillaria philippinensis, pode não ter sintomas ou ter dor abdominal, diarreia, náuseas, vômitos, edema e perda de peso. Raramente é fatal.
- Capilariose hepática: Causada por Capillaria hepatica, os sintomas são hepatite, anemia, febre e hipereosinofilia. Raramente é fatal.
- Capilariose pulmonar: Causada por Capillaria aerophila, os vermes destroem os capilares pulmonares causando hemorragia e necrose nos pulmões. Causa dificuldade respiratória, cansaço e tosse com sangue. É raro em humanos.[2]

## Causa
O nematóide (verme) Capillaria parasita muitos animais, com raros casos de infecções humanas. A transmissao é através do consumo de peixes de água-doce mal-cozidos ou por ingestão de água ou alimentos contaminados. 

### Ciclo de vida
O ciclo de vida do verme envolve peixes de água doce como hospedeiros intermediários e pássaros que se alimentam de peixes como hospedeiros definitivos. As fezes com ovos embrionados são comidos por peixes, crescem e se tornam larvas no intestino de peixes. As larvas se tornam adultos em 10 a 11 dias. Estas larvas se desenvolvem em machos e vermes fêmeas produtoras de ovos. Os ovos disseminam com as fezes nas águas e infectam peixes. A autoinfecção faz parte do ciclo de vida e leva a uma infecção mais grave. Os seres humanos adquirem a infecção ao comer peixes de água doce mal cozidos.

## Diagnóstico
Pode ser diagnosticado com biópsia com agulha fina de fígado ou intestino, ou por exame de fezes.

## Epidemiologia
A infecção por C. hepatica é rara, mas tem sido relatada em todo o mundo. A infecção por C. philippinensis é mais freqüente nas Filipinas e Tailândia. Alguns casos foram encontrados em no Irã, Egito, Japão e na Colômbia.

## Tratamento
Os anti-helmínticos como albendazol e mebendazol eliminam as capilaríases de seres humanos mais eficazmente do que o tradicional tiabendazol.
No tipo pulmonar, o objectivo do tratamento é sintomático. A terapia atual inclui corticosteroides em altas doses, ciclofasamida e/ou imunoglobulina intravenosa. Uma vez que a remissão foi obtida, o tratamento é mantido com uma dose baixa de prednisona, azatioprina ou metotrexato, para suprimem reações alérgicas do sistema imunitário contra o verme.

## Prevenção
Cozinhar bem água e alimentos, principalmente peixe, e lavar as mãos regularmente é a principal medida de prevenção pessoal. Tratamento de água e esgoto é a medida mais eficaz. Outra opção, usada pelos japoneses para o sushi, é congelar a -20°C o peixe por 7 dias.